# Giro Donne 2002
Il Giro Donne 2002 (ufficialmente Giro d'Italia internazionale femminile 2002), tredicesima edizione della corsa, si svolse dal 5 al 14 luglio 2002 di 889,2 km suddivisi in nove tappe più un cronoprologo iniziale. Fu vinto dalla russa Svetlana Bubnenkova, in forza al Team Aliverti-Kookai, davanti alla bielorussa Zinaida Stahurskaja e alla lituana Diana Žiliūtė.

## Tappe
| Tappa  | Data      | Percorso                                  | km    | Vincitrice di tappa   | Leader cl. generale   |
| ------ | --------- | ----------------------------------------- | ----- | --------------------- | --------------------- |
| Prol.  | 5 luglio  | Pontedera > Pontedera (Cron. individuale) | 2     | Chantal Beltman       | Chantal Beltman       |
| 1ª     | 6 luglio  | Pontedera > Perignano di Lari             | 128   | Jolanta Polikevičiūtė | Jolanta Polikevičiūtė |
| 2ª     | 7 luglio  | Peccioli > Peccioli                       | 112   | Zinaida Stahurskaja   | Jolanta Polikevičiūtė |
| 3ª     | 8 luglio  | Lari > Cascina                            | 105   | Svetlana Bubnenkova   | Svetlana Bubnenkova   |
| 4ª     | 9 luglio  | Correggio > Correggio                     | 118   | Bertine Spijkerman    | Svetlana Bubnenkova   |
| 5ª     | 10 luglio | Lesmo > Triuggio                          | 94    | Regina Schleicher     | Svetlana Bubnenkova   |
| 6ª     | 11 luglio | Suno > Suno (Cron. individuale)           | 19,5  | Svetlana Bubnenkova   | Svetlana Bubnenkova   |
| 7ª     | 12 luglio | Meda > Meda                               | 122   | Ol'ga Sljusareva      | Svetlana Bubnenkova   |
| 8ª     | 14 luglio | Barzago > Barzago                         | 101   | Zinaida Stahurskaja   | Svetlana Bubnenkova   |
| 9ª     | 15 luglio | Solbiate Olona > Gorla Minore             | 87,7  | Fatima Blázquez       | Svetlana Bubnenkova   |
| Totale | Totale    | Totale                                    | 889,2 |                       |                       |

## Classifiche finali

### Classifica generale - Maglia rosa
| Pos. | Corridore             | Squadra    | Tempo     |
| ---- | --------------------- | ---------- | --------- |
| 1    | Svetlana Bubnenkova   | Aliverti   | 23h00'00" |
| 2    | Zinaida Stahurskaja   | Chirio     | a 1'26"   |
| 3    | Diana Žiliūtė         | Acca Due O | a 1'47"   |
| 4    | Edita Pučinskaitė     | Figurella  | a 1'49"   |
| 5    | Rasa Polikevičiūtė    | Acca Due O | a 2'26"   |
| 6    | Jolanta Polikevičiūtė | Acca Due O | a 3'43"   |
| 7    | Zul'fija Zabirova     | Chirio     | a 3'48"   |
| 8    | Natalija Kačalka      | Deia       | a 4'32"   |
| 9    | Rosalisa Lapomarda    | Team 2002  | a 4'55"   |
| 10   | Julija Martisova      | Itera Team | a 4'56"   |